# Temple protestant des Terreaux
Le temple protestant des Terreaux, est un édifice religieux situé 10 rue Lanterne dans le 1er arrondissement de Lyon. La paroisse est membre de l'Église protestante unie de France. La paroisse est fondée en 1832 par le pasteur Adolphe Monod.

## Histoire
Le 21 juillet 1827 est appelé à Lyon, le pasteur Adolphe Monod. Né à Copenhague en 1802, mort à Paris en 1856, il est le fils du pasteur Jean Monod et de Louise de Coninck, et le frère cadet de Frédéric Monod, marqués tous deux par le Réveil protestant francophone et engagés pour un retour à une stricte orthodoxie calviniste. Après des études de théologie à l'Université de Genève, il est pasteur de l'église française de Naples. En 1827 il rejoint l'équipe pastorale du temple du Change, dans le Vieux-Lyon. 
Il reprend en main la communauté du pasteur vaudois Dentan (bientôt évangélique darbyste), de tendance professante, ouvriers (canuts) d'origine protestante suisse ou catholiques convertis. Adoplhe Monod veut rétablir la discipline du XVIe siècle, notamment quant à l'admission à la Sainte-Cène. Il juge l’Église réformée concordataire trop bourgeoise, à la théologie libérale et rationaliste. Le consistoire lui demande sa démission en 1829. Il refuse. Le 19 mars 1832 sa destitution est prononcée par ordonnance royale. Adolphe Monod quitte alors l'Eglise officielle contre sa volonté. L'assemblée loue une salle Passage Thiaffait, au bas des pentes de la Croix-Rousse. En 1936, Adolphe Monod quitte Lyon pour enseigner à la faculté de théologie de Montauban.
En 1841, la communauté installe une chapelle rue de l'Arbre-Sec, dans un immeuble de six étages. En 1844 est fondée l'Infirmerie protestante, qui se développe jusqu'à aujourd'hui dans un hôpital à Caluire-et-Cuire. Elle est administrée jusqu'en 1882 par le temple des Terreaux.
La chapelle de la rue de l'Arbre-Sec est démolie lors des travaux d'aménagement de la Presqu'île sous le Second empire, avec le percement de la rue Impériale, rebaptisée depuis rue de la République. En 1852 est élevé le temple actuel, de style néogothique. Les plans sont de l'architecte Philippe Manlius Bailly et les travaux exécutés sous la direction de Clément Poy. La parcelle appartenait auparavant à deux immeubles, « A la coquille d'or » au nord, et « Fort Brissac » au sud. La forme de la parcelle impose un désaxement entre deux parties : en façade, la maison presbytérale, et à l'arrière la salle de culte qui déploie un volume en croix grecque. Le temple est inauguré le 5 juillet 1857. Sur la façade s'affirme en lettres capitales « Culte évangélique ».

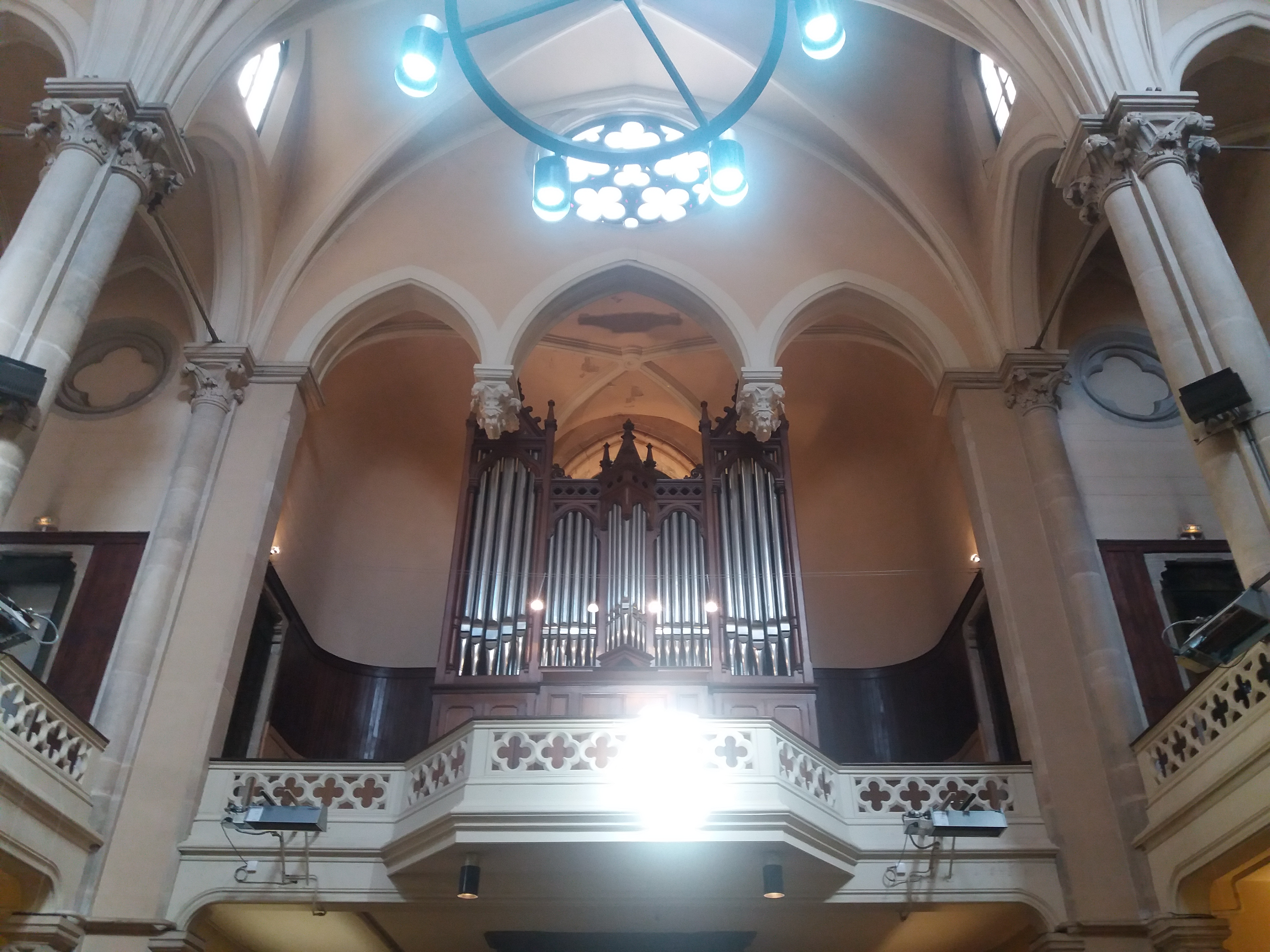
Orgue

La paroisse rejoint l’Union des Églises libres en 1875. A ce moment-là, le bâtiment en façade abrite une école de garçons au premier, une école de filles au deuxième et une salle d'asile (école maternelle) au premier étage de comble. Le deuxième étage de comble est occupé par les logements des instituteurs. Les écoles ferment à la fin de 1880, les protestants rejoignant l'école laïque instituée par Jules Ferry et Ferdinand Buisson. Les salles sont transformées en appartement. En 1891, le facteur d'orgues Joseph Merklin installe un instrument de facture typiquement romantique.
Lors de l'union des Églises réformées en 1938, elle rejoint l'Église réformée de France, qui devient en 2017 Église protestante unie de France (EPUdF) lors de la réunion avec l’Église luthérienne. 
En mémoire des activités de résistance pendant la Seconde Guerre mondiale le porche est installée une plaque commémorative « Roland de Pury / 1907-1979 / pasteur théologien missionnaire écrivain / arrêté ici par la Gestapo le 30 mai 1943 / dans l'église / comme dans la résistance / il fut le témoin du Dieu de Jésus Christ / "Je t'établis comme un veilleur..." / Jérémie 1:11-19 ». La pasteur Rolland Pury est déclaré Juste parmi les nations. 
Aujourd’hui, la paroisse est membre du  Consistoire-Ensemble du Grand Lyon avec l’Église protestante unie de Lyon (et ses 4 paroisses : Grand temple de Lyon, temple du Change, « Oullins Givors », Est lyonnais à l'EPTM), les Églises protestantes unies de Villefranche-sur-Saône et de Bourgoin-Jallieu, et de la rue Fénelon (ancienne paroisse luthérienne de Lyon). Le Foyer de la Duchère est rattaché à la mission populaire évangélique de France.

## Liste des pasteurs
- 1832-1836 : Adolphe Monod[8]
- 1842-1855 : Georges Fisch
- 1848-1851 : Gabriel Cramer
- 1854-1871 : Charles-Auguste Cordès
- 1855-1870 : Samuel Descombaz
- 1854-1866 : P.-J. Cazalet
- 1863-1868 : Napoléon Roussel
- 1867-1881 : Adolphe Duchemin
- 1869-1920 : Léopold Monod
- 1905-1936 : Henri Hollard
- 1937-1957 : Roland de Pury
- 1926-1957 : Henri Durand-Granier
- 1944-1944 : André de Roberty
- 1957-1963 : Jean Marie Lambert
- 1957-1970 : Daniel Atger
- 1963-1972 : Jean-Pierre Montsarrat
- 1972-1985 : Jean-Pierre Raisin-Dadre
- 1986-1995 : Yves Cruveillier
- 1995-2004 : Horsta Krum
- 2005-2010 : Jean Dietz
- 2012-2020 : Bernard Millet
- 2021-aujourd'hui : Christian Bouzy